# 仙崎武
仙崎 武（せんざき たけし、1926年1月1日 - 2020年10月29日 ）は、日本の教育学者。文教大学名誉教授。

## 生涯
鳥取県米子市生まれ。1950年早稲田大学文学部哲学科教育学専攻科卒業、1959年同大学院（旧）修了。
公立学校教員（地方公務員）として東京都立王子工業高等学校教諭ののちに退職。退職後は立正女子大学教授となり、校名変更で文教大学教授、1997年定年、名誉教授となる。キャリア教育、進路指導研究の第一人者として、日本進路指導学会会長を務め、日本キャリア教育学会名誉会長。
2004年4月瑞宝中綬章受章。
2020年10月29日午後7時45分、老衰のため逝去。

## 著書
- 『学校進路指導の研究 その理論と方法』創栄印刷 1996

### 共編著
- 『最新進路指導双書 第1巻』吉田裕共編　正進社 1968
- 『最新進路指導概論』野々村新共編著 福村出版 1979
- 『学校生徒指導の理論と実践』吉田辰雄共編著 福村出版 1980
- 『青年期心理学 過渡期の青年心理』吉田辰雄共編著 福村出版 1980
- 『世界の学校教育』中嶋博共編著 福村出版 1981
- 『生徒指導の基礎知識』吉田辰雄共編 福村出版 1982
- 『人間形成の社会学』菊池幸子共編著 福村出版 1983
- 『わかりやすい教育実習の実践研究. 中学・高等学校編』木川達爾共編著 協同出版 教職課程新書　1983
- 『学校進路指導 理論と実践』野々村新共編著 福村出版 1984
- 『学校生徒指導』吉田辰雄共編著 福村出版 1984
- 『一般教養の実問分析と要点』編 一ツ橋書店 教員採用試験　1986
- 『教職教養の実問分析と要点』編 一ツ橋書店 教員採用試験　1986
- 『小学校教科の実問分析と要点』編 一ツ橋書店 教員採用試験　1986
- 『短期完成東京都教員採用』編 一ツ橋書店 1986
- 『秘書をめざす本』編 明治図書出版 1986
- 『かならず出る最新教育ニュース用語』太田忠男共編 一ツ橋書店 教員採用試験　1987（のち単独編）
- 『実問分析教職教養パーフェクト』編 一ツ橋書店 教員採用試験　1989
- 『実問分析小学校全科パーフェクト』編 一ツ橋書店 教員採用試験　1989
- 『教職課程講座 第7巻 生徒指導 生き方と進路の探求』編著 ぎょうせい 1990
- 『教職課程講座 第8巻 教育実習 教育実地研究』鈴木慎一共編著 ぎょうせい 1990
- 『適性・適職ノート A5判6穴システムノート対応』榎本和生共著 一ツ橋書店 1990
- 『進路指導論』野々村新,渡辺三枝子共編著 福村出版 1991
- 『生徒指導論』野々村新, 渡辺三枝子共編著 福村出版 1991
- 『21世紀のキャリア開発』池場望,宮崎冴子共著 文化書房博文社 1999
- 『担任のための生き方教育としての進路指導』編著 学事出版 1999
- 『入門進路指導・相談』野々村新,渡辺三枝子,菊池武剋共編 福村出版 2000
- 『入門生徒指導・相談』野々村新,渡辺三枝子,菊池武剋共編 福村出版 2000
- 『基礎基本一般教養フラッシュ』編著 一ツ橋書店 2003
- 『基礎基本教職教養フラッシュ』編著 一ツ橋書店 2003
- 『基礎集中一般教養フラッシュ』編著 一ツ橋書店 2003
- 『基礎集中教職教養フラッシュ』編著 一ツ橋書店 2003
- 『最新・最出教育時事ビギナーズ』編著 一ツ橋書店 教員採用試験シリーズ　2005
- 『最新・最出教育時事ビギナーズ』編著 一ツ橋書店 教員採用試験シリーズ　2005
- 『生徒指導・教育相談・進路指導』野々村新,渡辺三枝子,菊池武剋共編著 田研出版 2006
- 『キャリア教育の系譜と展開 教育再生のためのグランド・レビュー』藤田晃之,三村隆男,鹿嶋研之助,池場望,下村英雄共編著 雇用問題研究会 2008
- 『キャリア教育リーダーのための図説キャリア教育』池場望,下村英雄,藤田晃之,三村隆男,宮崎冴子共編著 雇用問題研究会 2010

### 翻訳
- Kenneth B.Hoyt 編著『キャリア教育 歴史と未来』藤田晃之,三村隆男, 下村英雄共訳 雇用問題研究会 2005
- G.キンブレル, B.S.ヴィンヤード『キャリア・デザイン 仕事の世界での自己実現のために』監訳 高橋桂子, 松井賢二訳 文化書房博文社 2005
- 全米キャリア発達学会『D・E・スーパーの生涯と理論 キャリアガイダンス・カウンセリングの世界的泰斗のすべて』下村英雄共編訳 図書文化社 2013

## 論文
- <仙崎武